# Kramsk
Kramsk è un comune rurale polacco del distretto di Konin, nel voivodato della Grande Polonia.
Ricopre una superficie di 131,78 km² e nel 2004 contava 10 035 abitanti.